# Geum lechlerianum
Geum lechlerianum är en rosväxtart som beskrevs av Diederich Franz Leonhard von Schlechtendal. Geum lechlerianum ingår i släktet nejlikrotsläktet, och familjen rosväxter. Inga underarter finns listade i Catalogue of Life.